# Scoliocentra confusa
Scoliocentra confusa är en tvåvingeart som först beskrevs av Einar Wahlgren 1918.  Scoliocentra confusa ingår i släktet Scoliocentra och familjen myllflugor. Arten är reproducerande i Sverige. Inga underarter finns listade i Catalogue of Life.